# Hannes Delcroix
Hannes Delcroix (ur. 28 lutego 1999 w Petite Rivière de l'Artibonite) – belgijski piłkarz grający na pozycji środkowego obrońcy. Jest wychowankiem klubu RSC Anderlecht.

## Kariera klubowa
Swoją karierę piłkarską Delcroix rozpoczął w 2013 roku w klubie RSC Anderlecht. W 2018 roku stał się członkiem pierwszego zespołu Anderlechtu. 5 sierpnia 2018 zadebiutował w nim w wygranym 5:2 domowym meczu z KV Oostende, gdy w 46. minucie zmienił Antonio Milicia. Był to jego jedyny ligowy mecz w Anderlechcie w sezonie 2018/2019.
Latem 2019 roku Delcroix został wypożyczony do holenderskiego RKC Waalwijk. 3 sierpnia 2019 zaliczył w nim debiut w Eredivisie w przegranym 1:3 wyjazdowym meczu z VVV Venlo. Na koniec sezonu 2019/2020 spadł z Waalwijk do Eerste divisie.
W 2020 roku Delcroix wrócił do Anderlechtu.
| Sezon   | Klub           | Kraj     | Rozgrywki       | Mecze | Gole |
| ------- | -------------- | -------- | --------------- | ----- | ---- |
| 2018/19 | RSC Anderlecht | Belgia   | Eerste klasse A | 1     | 0    |
| 2019/20 | RKC Waalwijk   | Holandia | Eredivisie      | 23    | 1    |
| 2020/21 | RSC Anderlecht | Belgia   | Eerste klasse A | 23    | 0    |

## Kariera reprezentacyjna
Delcroix występował w reprezentacjach Belgii na różnych szczeblach wiekowych: U-16, U-17, U-18, U-19 i U-21. W 2017 roku z kadrą U-17 wystąpił na Mistrzostwach Europy U-17. 11 listopada 2020 zadebiutował w reprezentacji Belgii w wygranym 2:1 towarzyskim meczu ze Szwajcarią. W 58. minucie tego meczu zmienił Jana Vertonghena.